# Förtroendeläkare
Förtroendeläkare utgjorde tidigare benämningen på en läkare anställd vid myndigheten Försäkringskassan.
Denne skulle i enlighet med dåvarande 18 kap §12 AFL (lagen om allmän försäkring) biträda kassan i frågor som kräver medicinsk eller odontologisk sakkunskap samt verka för ett gott samarbete mellan kassan och de läkare och tandläkare som är verksamma inom dess område.
Förtroendeläkare har numera ersatts med försäkringsläkare.